# Pokharvindi
Pokharvindi – gaun wikas samiti w zachodniej części Nepalu w strefie Lumbini w dystrykcie Rupandehi. Według nepalskiego spisu powszechnego z 2001 roku liczył on 802 gospodarstw domowych i 5745 mieszkańców (2708 kobiet i 3037 mężczyzn).